# Бентивољо
Бентивољо (итал. Bentivoglio) је насеље у Италији у округу Болоња, региону Емилија-Ромања.
Према процени из 2011. у насељу је живело 1234 становника. Насеље се налази на надморској висини од 13 м.

## Становништво
| 1931. | 1936. | 1951. | 1961. | 1971. | 1981. | 1991. | 2001. | 2011. |
| ----- | ----- | ----- | ----- | ----- | ----- | ----- | ----- | ----- |
| 5.395 | 5.205 | 5.444 | 4.768 | 4.022 | 3.950 | 4.094 | 4.557 | 5.358 |